# Râul Dolia
Râul Dolia este un curs de apă, afluent al râului Neamț (Ozana).